# Frasnoy
Frasnoy és un municipi francès, situat a la regió dels Alts de França, al departament del Nord. L'any 2006 tenia 322 habitants.

## Demografia
| 1962                                       | 1968 | 1975 | 1982 | 1990 | 1999 |
| ------------------------------------------ | ---- | ---- | ---- | ---- | ---- |
| 335                                        | 345  | 300  | 276  | 260  | 285  |
| Des de 1962: població sense dobles comptes |      |      |      |      |      |

## Administració
| Període | Identitat        | Partit |
| ------- | ---------------- | ------ |
| 2001-   | Maurice Caffieri |        |